# Lothar Krist

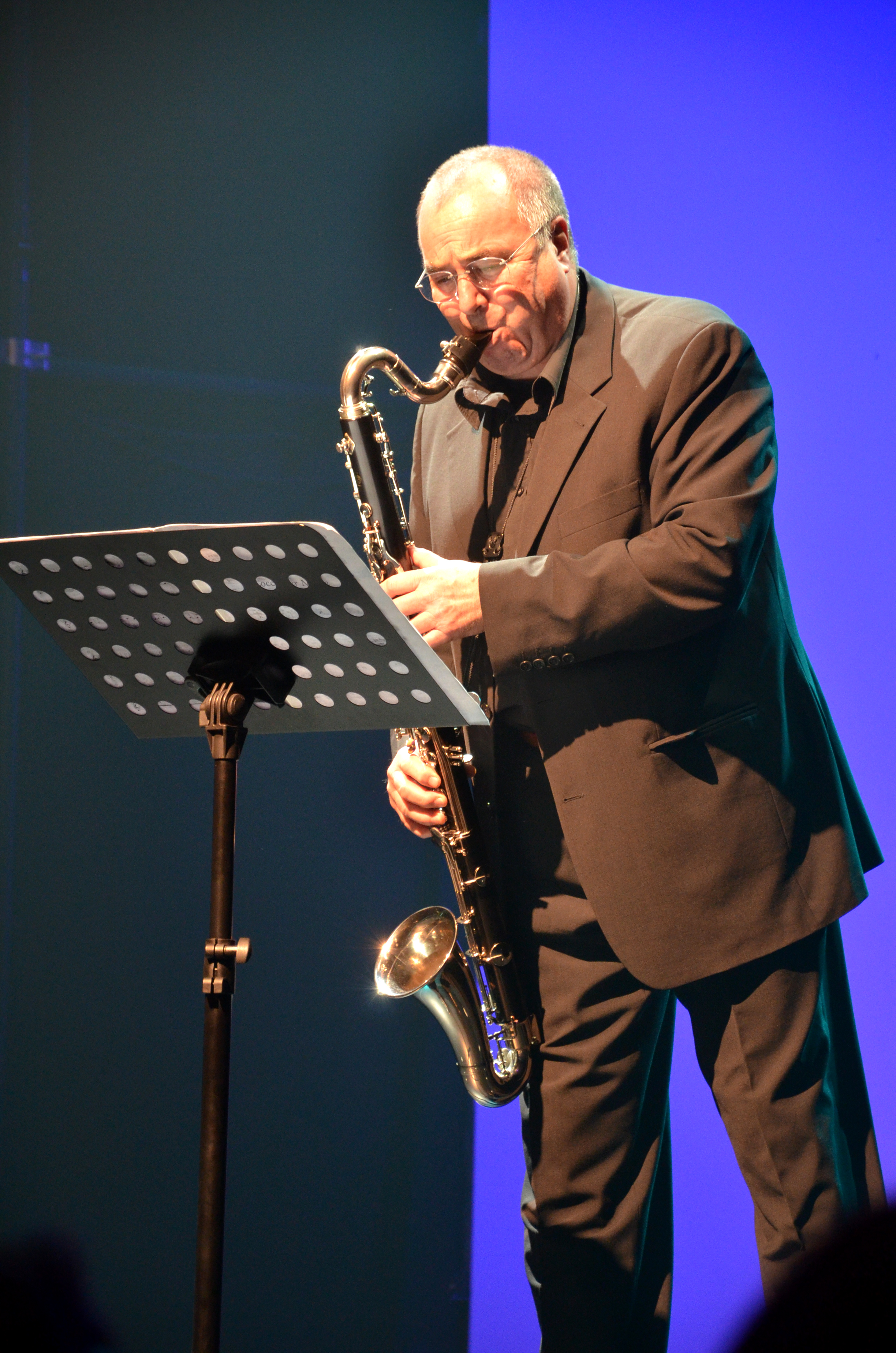
Lothar Krist bei der Eröffnung des Stadtkulturpreises Hannover 2013

Lothar Krist (* 1951 in Fallersleben, heute Wolfsburg) ist ein deutscher Jazzmusiker (Saxophon, Klarinette, Flöte, Arrangement), Komponist, Orchesterleiter und Musikjournalist.

## Leben und Wirken
Krist wurde in seiner Kindheit zunächst über Volkslieder und Volksmusik, die er mit seinen Eltern interpretierte, an die Musik herangeführt. Mit neun Jahren erhielt er Geigenunterricht; zwölfjährig gründete er eine Beatband, in der er als Gitarrist und Sänger tätig war. Mit einem eigenen Gospelchor trat er ein Jahr später in Kirchen rund um Wolfsburg auf. An der Musikschule der Stadt Wolfsburg erlernte er Klarinette und Saxophon sowie den Tonsatz. Dann studierte er Musik in Berlin, Bremen und Hamburg mit dem Abschluss Künstlerische Reife im Fach klassisches Saxophon. Während des Studiums unterrichtete er bereits als Lehrer für Saxophon und Jazz an der Musikschule der Stadt Wolfsburg. 
Zunächst war Krist Mitglied der Bigband von Joe Viera. 1978 bis 1985 gehörte er als Saxophonist zum Tanzorchester von Radio Bremen und zur NDR-Bigband. 1983 wechselte er an die Musikschule Hannover, wo er ebenfalls eine Jazz-Abteilung gründete. In dieser Zeit arbeitete er auch als Lehrbeauftragter an der Hochschule für Musik in Hannover und weiteren Hochschulen. 
Ab 1985 war Krist Musikredakteur und Moderator bei NDR1 Niedersachsen. Er moderierte auch das Festival Swinging Hannover im NDR-Fernsehen.
1987 gründete er die von ihm geleitete Hannover BigBand. Der Klangkörper gab zahlreiche Konzerte bei Auftritten im In- und Ausland und spielte mehrere Alben ein. Er spielte weiterhin in Jazzbands unterschiedlichster Stilrichtungen, leitete das Trio B 3 und arbeitete als Studiomusiker.
Außerdem ist Krist erfolgreich als Arrangeur und Komponist von Jazz-, Rock- und Popmusik. Bis 1992 war er musikalischer Leiter und Komponist der Berliner Kinder-Kirchentage. 2002 komponierte er für die Stadtkirche Hannover das mittlerweile wiederholt aufgeführte Kindermusical Türmchens großes Fest. 2016 hatte sein Requiem für einen russischen Soldaten aus Krasnojarsk Premiere.

## Diskographische Hinweise
- Lothar Krist Hannover Bigband In the Mood
- Sigvald Tveit Norwegische Jazzmesse (mit der Hannover Bigband und Wencke Myhre)